# 제1서

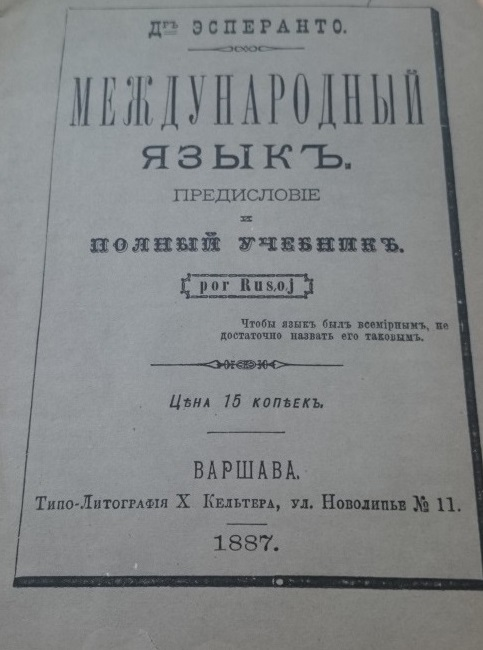

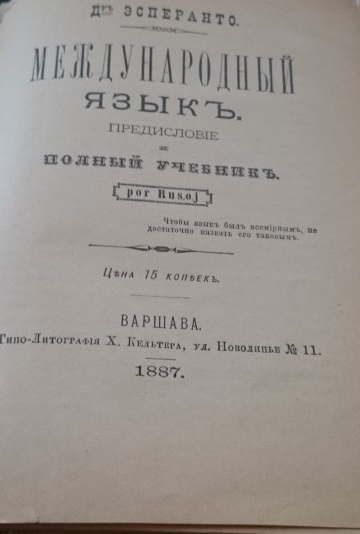

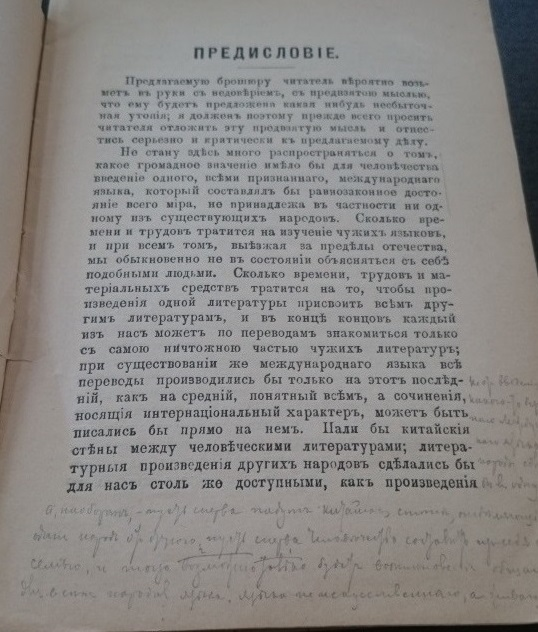

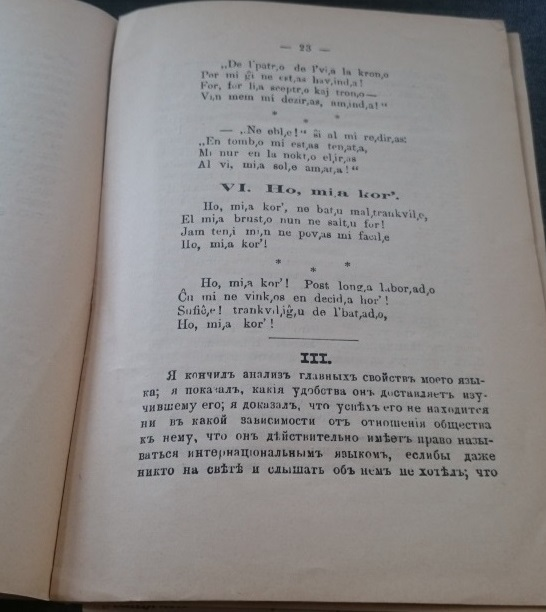

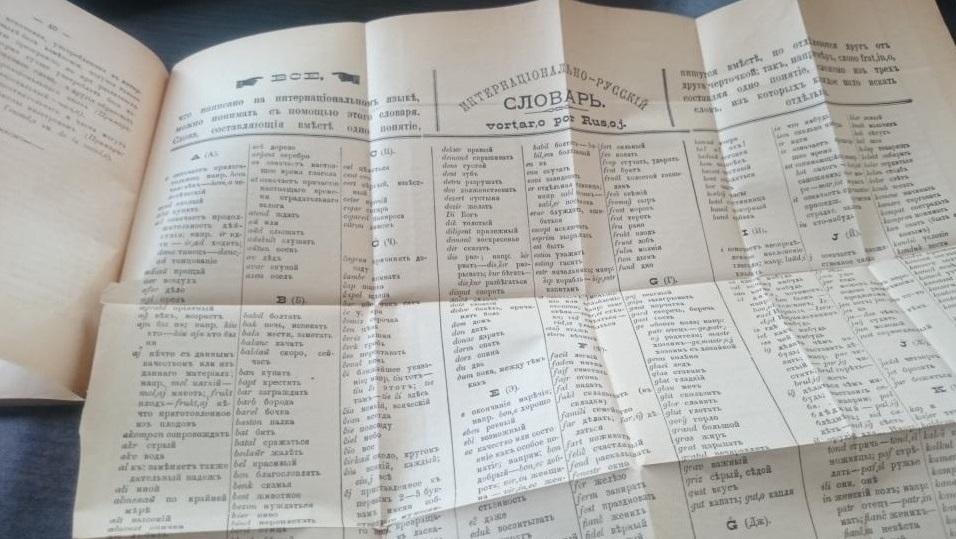

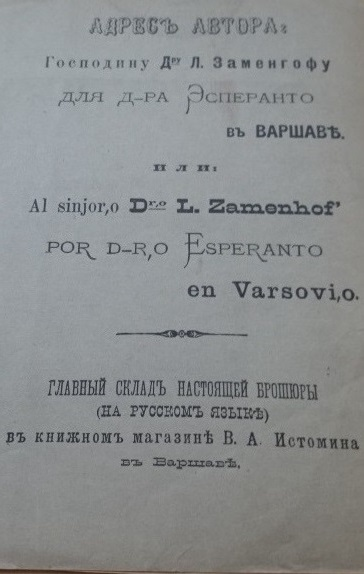

《제1서》(第一書, 에스페란토: Unua Libro 우누아 리브로)는 라자로 자멘호프가 쓴, 에스페란토를 다루는 최초의 출판물이다. 이 책의 원제는 《국제어: 서문과 완전 교재》(러시아어: Международный языкъ: Предисловіе и полный учебникъ)이지만, 오늘날 《제1서》로 통상적으로 일컬어진다. 에스페란토의 문법과 어휘, 그리고 약간의 예문과 번역문, 창작시 두 수를 포함하고 있다.

## 역사
에스페란토를 창안한 라자로 자멘호프는 그레고리력 1887년 7월 26일에 러시아어로 씌여진 이 책을 《국제어: 서문과 완전 교재》(러시아어: Международный языкъ: Предисловіе и полный учебникъ)라는 제목으로 출판하였다. 발행 당시 자멘호프는 "Doktoro Esperanto 독토로 에스페란토, "희망하는 박사""라는 필명을 썼는데, 이는 뒤에 그가 창안한 언어의 공식 명칭이 되었다. 복잡한 원제 대신 이 책은 통상적으로 "제1서"(Unua Libro)라는 제목으로 더 잘 알려져 있다.
《제1서》와 에스페란토는 긍정적인 평을 받있고, 곧 같은 해 안에 폴란드어·독일어·프랑스어·영어로 번역되었다. 이듬해(1888년)에는 속편인 《제2서》(Dua Libro de l' Lingvo Internacia)가 출판되었고,
1889년에는 《제1서》가 히브리어로 번역되었다. 원래 (1887년) 영역본은 율리안 슈타인하우스(Julian Steinhaus)가 번역하였는데, 이는 오역이 많아 리처드 게이건(Richard Henry Geoghegan)이 1889년에 새 번역본을 내놓았다. 이 밖에도 1889년에 출판된 헨리 필립스 (Henry Phillips, Jr.) 역이 있다.
뒷날, 《제1서》의 문법은 푼다멘토에 수록되었으며, 머리말에 포함된 시 세 수는 에스페란토 기본 예문집에 수록되었다. 《제1서》가 처음 출판된 그레고리력 날짜 7월 26일은 '에스페란토 탄생일'(에스페란토: Naskiĝtago de Esperanto)이라는 축일로 여겨진다.

## 내용
총 40페이지로 구성되어 있다.
- 머리말(Antaŭparolo) (28쪽). 여기에는 다음 텍스트들이 예문으로 수록되어 있다. 이들은 최초의 에스페란토 텍스트 가운데 일부다.
  - 성서에서 번역한 예문(例文):
    - 주님의 기도 (마태복음 6:9~13)
    - 창세기 1:1~10b

  - 편지 예문
  - 〈나의 생각〉(에스페란토: Mia penso) 에스페란토 원작 시
  - 하인리히 하이네의 시 〈나는 왕녀(王女)에 대한 꿈을 꾸었다〉(독일어: Mir träumte von einem Königskind)[4]의 번역
  - 〈오, 나의 심장이여〉(에스페란토: Ho, mia kor’) 에스페란토 원작 시
- "만약 천만 명이 이 서약에 공식적으로 서명한다면, 나는 에스페란토 박사가 제창한 언어를 배우겠습니다."[5]라는 카드 8장. 여기에 이름과 주소, 서명을 더해 "에스페란토 박사의 대리인인 바르샤바에 사는 L. 자멘호프 박사에게" 보내도록 되어 있다. 8장이 동봉된 이유는 친구와 지인에게 배포하기 위한 것이다.
- 국제어 완전 교재 (6쪽). 여기에는 28자의 알파벳과 유명한 16조 문법이 수록돼 있다.
- 에스페란토-러시아어 단어집. 번역본에는 번역된 언어로의 단어집이 대신 포함되어 있다.
  - 어근의 총 개수: 947개
  - 고유명사: 11개
  - 단어집에 포함된 어근: 917개
  - 순서가 잘못된 어근: 10개
  - 누락된 어근: 2개
  - 단어집에는 없지만 책에는 있는 어근: 19개

## 고어(古語) 형태
제1서의 러시아어 초판에는 낱말의 형태나 뜻이 현재의 에스페란토와 종종 달랐다. 이는 그 다음에 출판된 폴란드어·독일어·프랑스어·영어판 및 러시아어 개정판에서부터 오늘날과 같은 형태와 뜻이 쓰였다. 단어의 형태가 바뀐 경우는 다음과 같다.
| 원래 형태 | 현재 형태 | 뜻                                |
| --------- | --------- | --------------------------------- |
| speri     | esperi    | 희망하다                          |
| vinki     | venki     | 승리하다                          |
| -an       | -am       | -때 [ĉiam (항상), tiam (그때) 등] |

단어의 뜻이 바뀐 경우는 다음과 같다.
| 단어   | 원래 뜻  | 현재 뜻              | 주석                      |
| ------ | -------- | -------------------- | ------------------------- |
| erari  | 헤매다   | 오류를 범하다        | 오늘날 "해매다"는 vagi    |
| militi | 싸우다   | 전쟁하다             | 오늘날 "싸우다"는 batali  |
| forko  | 쇠스랑   | 포크                 | 오늘날 쇠스랑은 forkego   |
| stalo  | 강철     | 마구간               | 오늘날 강철은 ŝtalo       |
| ŝtofo  | 물질     | 직물                 | 오늘날 물질은 materio     |
| vaksi  | 자라다   | 밀랍(vakso)을 칠하다 | 오늘날 "자라다"는 kreski  |
| tombi  | 떨어지다 | (없음)               | 오늘날 tombo(무덤)와 충돌 |

## 수록된 시
제1서의 머리말에는 자멘호프가 쓴 두 수의 시가 수록돼 있다. 이들은 에스페란토로 쓴 최초의 문학 작품이며, 오늘날까지 에스페란토 시 가운데 가장 유명한 것들로 꼽힌다. 첫 번째 시인 "나의 생각"(Mia Penso)는 둘 다운데 더 긴 시이며, 자멘호프가 겪었던 우울한 6년간 생활을 묘사하고 있다.
| Mia penso Sur la kampo for de l' mondo, antaŭ nokto de somero, amikino en la rondo kantas kanton pri l' espero. Kaj pri vivo detruita ŝi rakontas kompatante, — mia vundo refrapita min doloras resangante. "Ĉu vi dormas? Ho, sinjoro, kial tia senmoveco? Ha, kredeble rememoro el la kara infaneco?" Kion diri? Ne ploranta povis esti parolado kun fraŭlino ripozanta post somera promenado! Mia penso kaj turmento, kaj doloroj kaj esperoj! Kiom de mi en silento al vi iris jam oferoj! Kion havis mi plej karan — la junecon — mi ploranta metis mem sur la altaron de la devo ordonanta! Fajron sentas mi interne, vivi ankaŭ mi deziras, — io pelas min eterne, se mi al gajuloj iras … Se ne plaĉas al la sorto mia peno kaj laboro — venu tuj al mi la morto, en espero — sen doloro! | 나의 생각 세상 멀리 들판 위에, 여름밤 채 어둡기 전, 절친한 여성 친구가 희망을 노래 부르네. 또 파괴된 삶에 대해 동정하며 얘기하네 — 다시 멍든 상처는 날 피 흘리며 괴롭히네. "주무세요? 오, 선생님, 왜 미동도 하지 않죠? 아, 아마 떠올렸나요, 소중한 유년에 대해?" 뭐랄까? 안 흐느끼며 차마 말할 수 없었네 아가씨와 같이 쉬며 한여름을 산책한 뒤! 나의 생각과 고뇌여, 고통과 희망들이여! 얼마나 난 침묵하며 네게 희생하였느뇨! 내게 가장 소중한 것 — 젊음 — 나는 흐느끼며 자신을 내던졌도다 강제 임무의 제단에! 화염을 속에 느끼네, 삶도 나는 갈망하네 — 누군가 날 쫓아내네, 행복한 이를 좇으면……. 명(命)이 불쾌히 여기면 나의 노력과 노동을 — 당장 오라, 죽음이여 희망컨데 — 고통 없이! |
두 번째 시는 "오, 나의 심장이여"(Ho, mia kor’)이다. 이 짧은 시에 대해 스위스 역사가 에드몽 프리바는 마치 "5층을 뛰어 올라가 헉헉거리는 사람"을 묘사한 것 같다고 평했다.
| Ho, mia kor' Ho, mia kor', ne batu maltrankvile, El mia brusto nun ne saltu for! Jam teni min ne povas mi facile, Ho, mia kor'! Ho, mia kor'! Post longa laborado Ĉu mi ne venkos en decida hor'? Sufiĉe! trankviliĝu de l' batado, Ho, mia kor'! | 오, 나의 심장이여 오, 나의 심장이여, 거칠게 뛰지 마라, 가슴에서 뛰쳐 나오려 하지 말아라! 서 있기도 힘겹구나, 오, 나의 심장이여! 오, 나의 심장이여! 길고 긴 노동 끝에 난 결정적인 시간에 승리하지 않겠느뇨? 그만! 이제 잠잠해라, 오, 나의 심장이여! |

## 사진

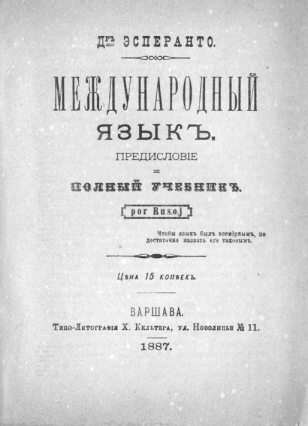
《제1서》 러시아어 초판
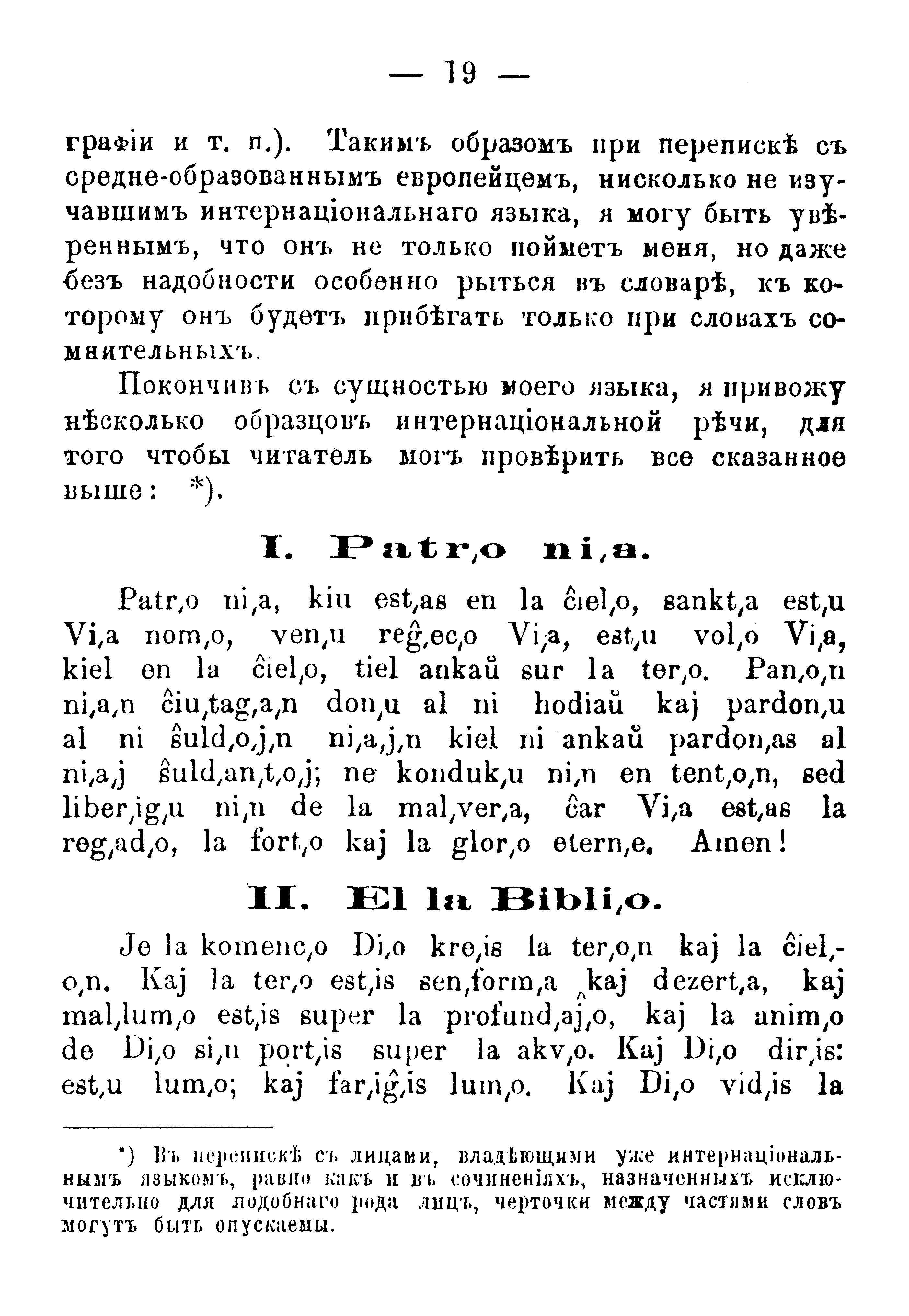
《제1서》 러시아어판 19쪽
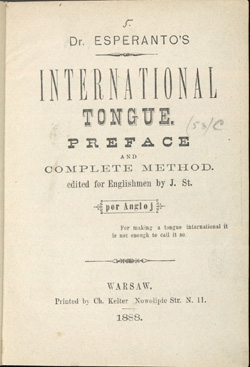
《제1서》 영어판 (1889년 게이건 역)
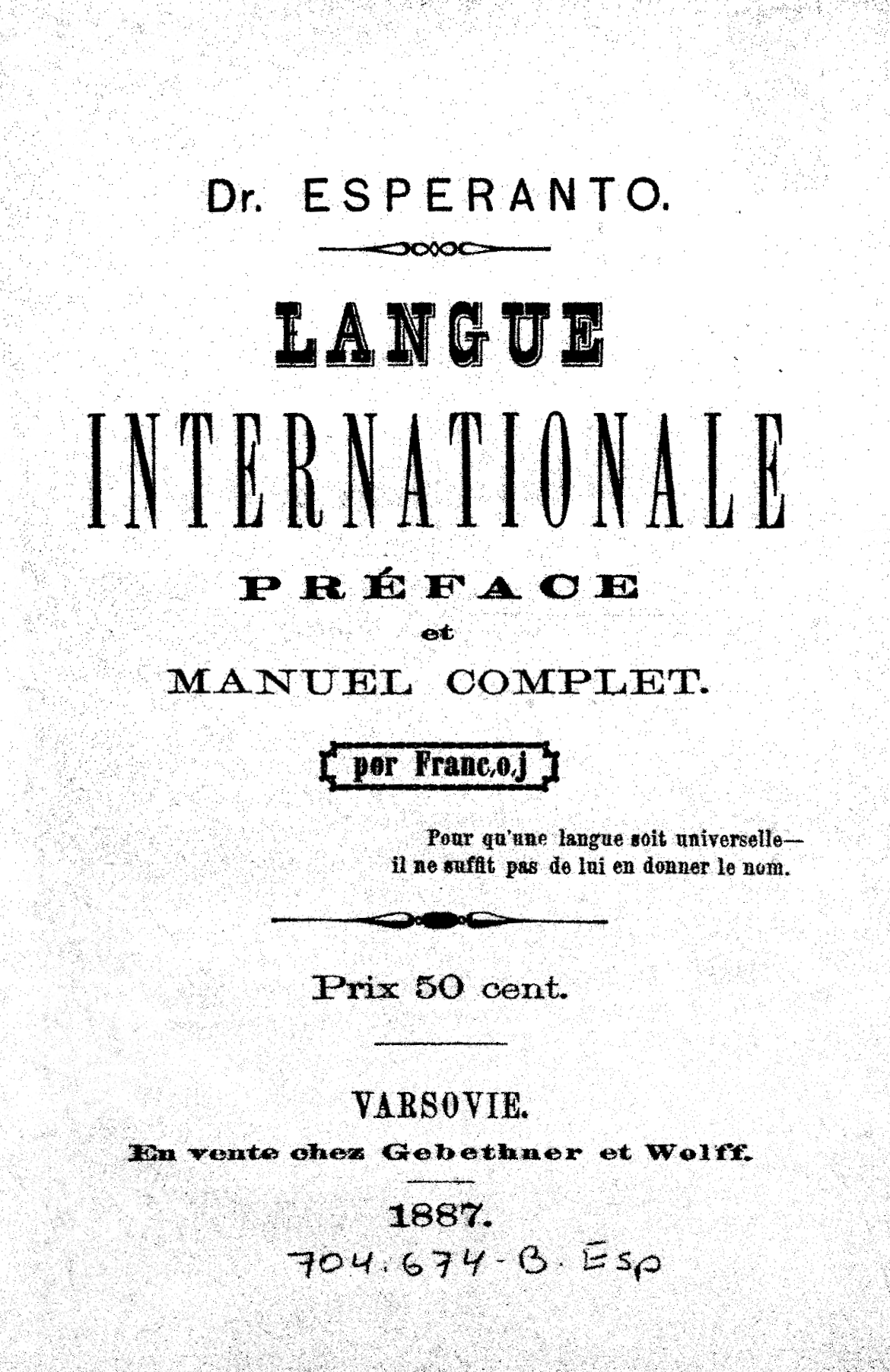
《제1서》 프랑스어판
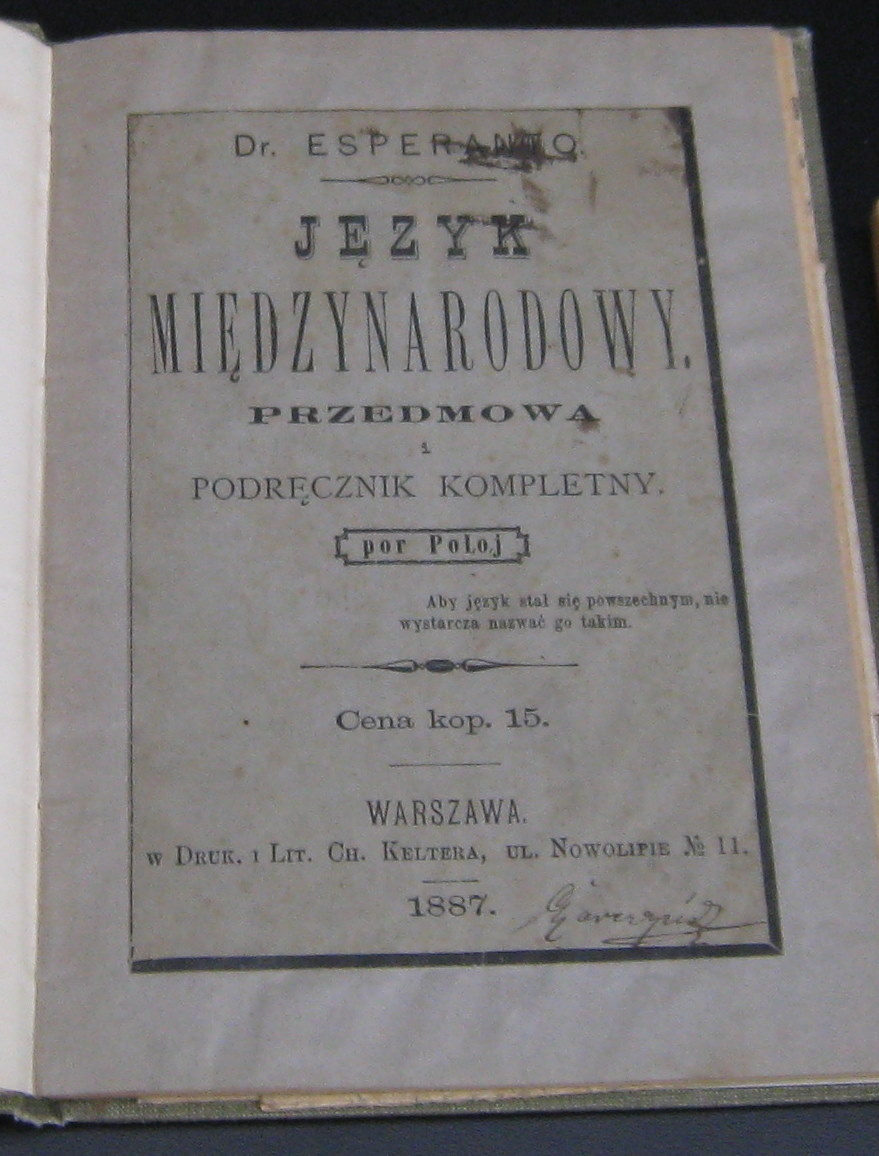
《제1서》 폴란드어판
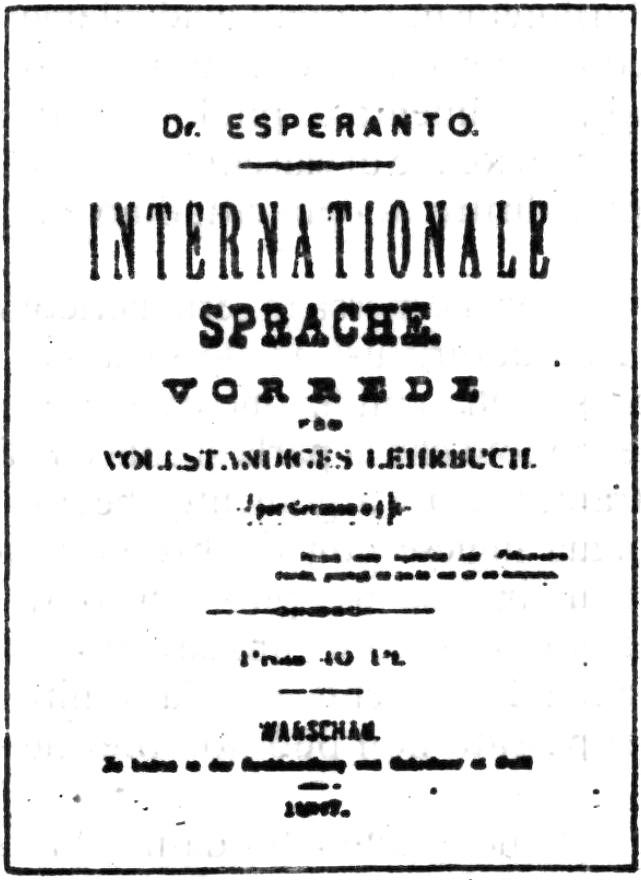
《제1서》 독일어판

## 같이 보기
- 푼다멘토
- 라자로 루드비코 자멘호프